# Nostolachma densiflora
Nostolachma densiflora är en måreväxtart som först beskrevs av Carl Ludwig von Blume, och fick sitt nu gällande namn av Reinier Cornelis Bakhuizen van den Brink. Nostolachma densiflora ingår i släktet Nostolachma och familjen måreväxter. Inga underarter finns listade i Catalogue of Life.